# Per Pavels Aabel
Per Pavels Aabel (noruec: Per Aabel)  (Christiania, 25 d'abril de 1902 - Slemdal, 22 de desembre de 1999) fou un respectat i honorat actor noruec, artista, ballarí, coreògraf i instructor.

## Biografia
Per Aabel era el fill de Hauk Aabel, un popular comediant noruec i actor en noruec i pel·lícules mudes sueques. Va estudiar a Sergei Diaghilev Ballets Russes a Londres, després d'estudiar amb el mestre de ballet Enrico Cecchetti. També va assistir a l'Acadèmia des Belles Arts a París. Es va embarcar en entrenar amb el director de teatre Max Reinhardt a Viena abans de fer el seu debut d'etapa dins 1931.
Aabel va estar un nombre d'anys com a mestre i actor principal amb empreses de teatre important dins Oslo durant els anys 1930, i fou el director de Carl Johan Teatret entre 1933 a 1938. No va aparèixer en pel·lícula fins finals dels anys 1930. És més famós tanmateix per la seva feina amb el teatre noruec. Va ser empleat al Centralteatret de 1938 a 1940 i el Nationaltheatret de 1940 a 1972.
En la ment pública és probablement més recordat com un preuat relatador. Després que la seva jubilació, Per Aabel era un artista freqüent a la televisió com a lector d'històries. Va aparèixer sovint en esdeveniments nacionals i aniversaris d'actors. La seva estàtua, per l'escultor noruec Nina Emilie Sundbye, va ser descobert fora de l'entrada del Nationaltheatret el 1999. Està enterrat a Oslo, al Cementiri Civil Occidental.

## Premis
Aabel va rebre el premi honorari Karl Gerhard el 1970, l'Årets Peter Gynt el 1972, la medalla St. Hallvard Medalla el 1976, i el premi Honorari Amanda el 1988 i 1998. Va ser condecorat com a Comandant amb Estrella de l'Ordre de Sant Olav el 1978. El 1988 Aabel va ser condecorat amb la Gran Creu de St. Olav (Storkors) atorgada a caps d'estat com a cortesia i en casos rars a individus per mèrit.
El Premi honorari Per Aabel (Per Aabels ærespris) és atorgat anualment a l'aniversari d'Aabel el 25 d'abril. El premi va ser establert el 1979 i el primer premi fou concedit a un actriu o actor noruec de talent el 1980. El premi inclou un estatueta de Per Aabel dissenyada per Nina Sundbye. El comitè que selecciona el guanyador de premi és format per Wenche Foss, Bjarte Hjelmeland i el director de teatre Eirik Burillaø.

## Obres escollides
- En herre med bart (1944)
- Du verden (1950)
- Brudebuketten (1953)
- Den stundesløse Per Aabel (1980)